# 雪雪
雪雪（？—1356年），元朝官员，康里人，哈麻的弟弟。
雪雪早年充任宿卫，历任同知枢密院事、集贤大学士。至正十四年（1354年），兄弟二人构陷丞相脱脱，夺其军权，安置淮安。以雪雪知枢密院事，代领其军。至正十五年（1355年）四月，雪雪由知枢密院事擢升为御史大夫。次年，哈麻和雪雪想要拥立皇太子愛猷識理達臘，让元顺帝退位为太上皇，御史搠思监弹劾他们兄弟作恶，顺帝下诏将他们免职，哈麻流放惠州，雪雪流放肇州。流放之前，朝廷将哈麻、雪雪杖杀。